# Valerij Vasil'ev
Valerij Ivanovič Vasil'ev (in russo Валерий Иванович Васильев?; Nižnij Novgorod, 3 agosto 1949 – 19 aprile 2012) è stato un hockeista su ghiaccio sovietico dal 1991 russo.

## Palmarès

### Olimpiadi invernali
- Oro a Sapporo 1972.
- Oro a Innsbruck 1976.
- Argento a Lake Placid 1980.